# 罗香圃
罗香圃（1883年—1965年），男，云南玉溪人，中国滇剧表演艺术家、经营家，群舞台班主，中国文学艺术界联合会全国委员会委员。